# NGC 3793
NGC 3793 је појединачна звезда у сазвежђу Велики медвед која се налази на NGC листи објеката дубоког неба.
Деклинација објекта је + 31° 52' 41" а ректасцензија 11h 40m 2,0s. Привидна величина (магнитуда) објекта NGC 3793 износи 13,4 а фотографска магнитуда 13,7.